# Strafrecht (Polen)
Dieser Artikel beschäftigt sich mit dem Strafrecht der Republik Polen. Bedeutendster Unterschied zu den Nachbarländern ist heute, dass Schwangerschaftsabbruch nur bei medizinischer oder kriminologischer Indikation straflos ist.

## Rechtsquellen
Das polnische Strafrecht ist in zwei Hauptgesetzen verfasst worden, dem Strafgesetzbuch (Kodeks Karny) und dem Strafprozessgesetzbuch (Kodeks postępowania karnego). Des Weiteren gibt es eine Vielzahl von Nebengesetzen, die bedeutendsten sind dabei das Ordnungswidrigkeitsgesetz (Kodeks wykroczeń), das Gesetz über die strafrechtliche Verantwortung von Körperschaften (Ustawa o odpowiedzialności podmiotów zbiorowych za czyny zabronione pod groźbą kary) und das Jugendstrafrecht (Ustawa o postępowaniu w sprawach nieletnich).
Weitere Spezialgesetze finden sich im Umweltstrafrecht und im Handelsgesellschaftsrecht, wobei bei diesen die allgemein anerkannten Regeln über Straftaten und Ordnungswidrigkeiten Anwendung finden. Anwendungsmaßstab und höherrangiges Recht sind die Verfassung der Republik Polen und die Europäische Konvention für Menschenrechte.

## Kodeks Karny – Strafgesetzbuch
Im September 1932 wurde das erste moderne und nach Vorbild des Entwurfs für das Schweizerische Strafgesetzbuch verfasste polnische Strafgesetzbuch verabschiedet. Es trug unter Federführung von Juliusz Makarewicz maßgeblich dazu bei, die Rechtszersplitterung in der Zweiten Republik zu überwinden. Gleichzeitig wurden die auf die Teilungen Polens zurückgehenden Gesetzeswerke deutschen, österreichischen und russischen Ursprungs abgelöst. Das jetzt geltende Strafgesetzbuch trat am 6. Juni 1997 in Kraft. Seine endgültige Fassung, war das Ergebnis eines großen Reformprozesses, bei dem das Strafgesetzbuch aus dem Jahre 1969 in wesentlichen Teilen überarbeitet wurde.
Das Strafgesetzbuch ist gegliedert in drei Bereiche, in einen Allgemeinen Teil im Abschnitt der Art. 1-116, einen Besonderen Teil im Abschnitt Art. 117-316, sowie in einen Militärischen Teil Art. 317-363.
Der Allgemeine Teil gliedert sich in:
- Grundlagen der Strafbarkeit Art. 1-12
- Formen der Strafbegehung Art. 25-31
- Ausschluss der Strafbarkeit Art. 25-31
- Strafen Art. 32 – 38
- Strafmaßnahmen Art. 39-52
- Strafzumessung Art. 53-63
- Rückfall Art. 64-65
- Bewährungsmaßnahmen Art. 66-84
- Zusammentreffen und Verbindung von Straftaten Art. 85-92
- Sicherungsmaßregeln Art. 93-100
- Verjährung Art. 101-105
- Tilgung der Verurteilung Art. 106-108
- Strafbarkeit wegen im Ausland begangener Straftaten Art. 109-114

Die einzelnen Straftatbestände sind im Besonderen Teil verortet und gliedern sich wie folgt:
- Straftaten gegen den Frieden und gegen die Menschlichkeit und Kriegsverbrechen, Art. 117-126, Kapitel XVI
- Straftaten gegen die Republik Polen, Art. 127-139, Kapitel XVII
- Straftaten gegen die Landesverteidigung, Art. 140-147, Kapitel XVIII
- Straftaten gegen Leib und Leben, Art. 148-162, Kapitel XIX
- Straftaten gegen die allgemeine Sicherheit, Art. 163-172, Kapitel XX
- Straftaten gegen die Sicherheit des Verkehrs, Art. 173-180, Kapitel XXI
- Straftaten gegen die Umwelt, Art. 181-188, Kapitel XXII
- Straftaten gegen die persönliche Freiheit, Art. 189-193, Kapitel XXIII
- Straftaten gegen die Freiheit des Gewissens und des Bekenntnisses, Art. 194-196, Kapitel XXIV
- Straftaten gegen die sexuelle Selbstbestimmung, Art. 197-205, Kapitel XXV
- Straftaten gegen die Familie und das Sorgerecht, Art. 206-211, Kapitel XXVI
- Straftaten gegen die Ehre und die körperliche Integrität, Art. 212-217, Kapitel XXVII
- Straftaten gegen die Arbeitnehmerrechte, Art. 218-221, Kapitel XXVIII
- Straftaten gegen die Tätigkeit der Institution des Staates und der territorialen Selbstverwaltung, Art. 222-231, Kapitel XXIX
- Straftaten gegen die Rechtspflege, Art. 232-247, Kapitel XXX
- Straftaten gegen Wahlen und Volksabstimmungen, Art. 248-251, Kapitel XXXI
- Straftaten gegen die öffentliche Ordnung, Art. 252-264, Kapitel XXXII
- Indiskretionsdelikte, Art. 265-269, Kapitel XXXIII
- Urkundendelikte, Art. 270-277, Kapitel XXXIV
- Straftaten gegen das Eigentum, Art. 278-295, Kapitel XXXV
- Straftaten gegen die Wirtschaft, Art. 296-309, Kapitel XXXVI
- Straftaten gegen den Geld und Wertpapierverkehr Art. 310-316, Kapitel XXXVII

## Grundlagen der Strafbarkeit

### Grundprinzipien
Das polnische Strafrecht folgt den Grundsätzen nullum crimen sine lege poenali anteriori und nulla poena sine lege. Diese Grundsätze sind sowohl in Art. 1 § 1 StGB als auch in Art. 42 der Verfassung der Republik Polen festgehalten. Das Schuldprinzip nullum crimen sine culpa ist geregelt in Art. 1 § 3 StGB.

### Sozialschädlichkeit
Eine „vorgelagerte“ Voraussetzung einer Straftat ist der im deutschen Recht nicht bekannte Grundsatz der Sozialschädlichkeit (nullum crimen sine periculo sociali). Demnach ist für Sozialschädlichkeit einer Tat maßgeblich, Charakter und Art des verletzten Rechtsgutes, das Ausmaß von drohendem und angerichteten Schaden, die Art und die Umstände der Tatbegehung, das Gewicht und die Bedeutung der vom Täter verletzten Pflichten, seine Beweggründe zur Tat, die Form seines Vorsatzes und die Art der verletzten Sorgfaltsregeln und der Grad ihrer Verletzung, Art. 115 § 2. Bei einer geringfügigen Sozialschädlichkeit der Tat ist eine Qualifizierung als Straftat ausgeschlossen. Das Gericht kann demnach nach Art. 66 § 1 das Strafverfahren bedingt einstellen, wenn die Schuld des Täters und die Sozialschädlichkeit der unbedeutend sind. Des Weiteren ist der Grundsatz der Sozialschädlichkeit bei der Strafzumessung gemäß Art. 53 § 1 zu beachten.

### Straftatlehre
Das polnische Strafrecht entscheidet nicht über die Rechtswidrigkeit bestimmter Verhaltensweisen. Vielmehr liegt die Aufgabe darin, zu bestimmen ob ein rechtswidriges Verhalten strafbar ist. Demnach versteht die polnische Strafrechtslehre eine Tat als eine qualifizierte Form menschlichen Verhaltens, in welcher sich der Wille des Handelnden realisiert. Keine Handlung, im strafrechtlichen Sinne liegt demnach vor, wenn der Körper des Handelnden ohne Willensbetätigung auf seine Umgebung einwirkt. Die nähere Unterscheidung welches Handeln eine strafrechtliche Qualifikation zur Folge hat, ist in den einzelnen Tatbeständen geregelt und ist auch abhängig davon welches Rechtsgut konkret gefährdet ist. Ein Rechtsgut ist wiederum ein Gut, welchem nach Auffassung des Gesetzgebers ein gesellschaftlicher Wert zugesprochen wird und welches durch Strafe vor Angriffen bewahrt wird.